# Yanshan Zhen
Yanshan Zhen (kinesiska: 炎山, 炎山镇) är en köping i Kina. Den ligger i provinsen Yunnan, i den sydvästra delen av landet, omkring 270 kilometer norr om provinshuvudstaden Kunming.
Genomsnittlig årsnederbörd är 1 022 millimeter. Den regnigaste månaden är juli, med i genomsnitt 230 mm nederbörd, och den torraste är december, med 5 mm nederbörd.